# Freddy Breck
Freddy Breck, né le 21 janvier 1942 à Sonneberg et mort le 17 décembre 2008 à Rottach-Egern, est un chanteur, compositeur, producteur et présentateur allemand.

## Biographie
Élevé à Hagen, Breck a d'abord étudié l'ingénierie. Son premier succès sera Überall auf der Welt, repris sur l'air de l'opéra Nabucco de Giuseppe Verdi. Grâce à ce titre, il obtient son premier disque d'or. S'ensuivront de nombreux autres succès avec lesquels il apparaît dans plusieurs émissions télévisées. 
Ces titres les plus connus sont "Bianca" et "Rote Rosen", tous deux sortis en 1973. Breck sort en 1974 le single "So In Love With You" au Royaume-Uni, qui lui permet d'entrer à la 44e place des classements. Son dernier grand succès date de 1977 avec "Die Sterne steh'n gut".
Dans les années 1980, il se consacre plus à la composition et travaille également en tant qu'animateur radio. Dans les années 1990, il revient à la chanson. Il fonde Sun Day Records en 1998, avec son épouse Astrid (avec qui il est marié depuis 1989) lui permettant d'enregistrer sous son propre label. En 1999, le couple enregistrera ensemble.
Gerhard Breker alias Freddy Breck décède d'un cancer près du lac Tegern. Il a été enterré dans le cimetière de l'église à Rottach-Egern.

## Récompenses
Freddy Breck a reçu de nombreuses récompenses durant sa carrière, dont :
- 35 disques d'or
- et 5 disques de platine,
- un Lion d'or,
- une Goldene Kamera,
- un Goldene Drehorgeln,
- un Herman Löns Medaille, *
- deux Salzburger Stier en or
- et l'Eurostar d'or.

## Discographie sélective
- 1973 : Rote Rosen für dich
- 1974 : Die Welt ist voll Musik
- 1975 : Mit einem bunten Blumenstrauß
- 1977 : Die Sterne steh’n gut
- 1977 : Mach was Schönes aus diesem Tag
- 1978 : Sommerliebe
- 1978 : Years of love
- 1981 : Melodien zum Verlieben
- 1982 : Meine Lieder, meine Träume
- 1985 : Deutschlands schönste Volkslieder (und die Sonntagskinder)
- 1991 : Für Dich
- 1992 : Mein leises Du
- 1995 : So wie ich bin
- 1997 : Ich liebe Dich
- 2004 : Wir zwei
- Weihnachten mit Freddy Breck